# P.C. Krossing
Peter Casper Krossing (født 21. august 1793 i København, død 1. september 1838 sammesteds) var en dansk komponist, bror til N.B. Krossing og Nikolaj Krossing.
Krossing viste tidligt stor musikalsk sans, men blev dog bestemt til at skulle studere og var omtrent nået til at tage
Examen artium, da alligevel kærligheden til musikken sejrede, og han opgav den studerende vej.
F.L.Æ. Kunzen blev hans lærer i musik, og under dennes ledelse uddannede han sig til en grundig musiker. 1816 blev han ansat som organist ved Frederiks tyske kirke på Christianshavn. 1820-27 var han tillige ansat som syngemester ved Det Kongelige Teater. Ved flere større skoler, som Metropolitanskolen og Borgerdydskolen i København, virkede han som lærer i sang, og samtidig var han kendt og benyttet som en dygtig lærer i musikteori.
Sin væsentligste betydning har Krossing haft som komponist. Af hans ret talrige arbejder kunne nævnes en instrumentalsats, komponeret 1811, en høstsalme og en høstkantate, udført ved en kirkekoncert i Slagelse 1814, to reformationskantater, komponeret 1817, kantaten Tonekunsten, udført ved en af de af M. Foght og G. Gerson arrangerede såkaldte "Amatørkoncerter" 1818, endvidere en stor mængde andre kantater, jubilæums-, sørge- og festkantater, komponeret ved forskellige lejligheder, deriblandt Kunzens Minde, korene ved Holbergs jubelfest 1822 (tekst af Oehlenschläger), en symfoni (1811), en klaverkvintet, Sangvinitas og Melancholia, en duet, samt flere sange.
Kun lidt af dette er udkommet; i 1815 udgav han 15 sange af Ingemann, og enkelte andre sange af ham er udgivet i Berggreens Sange til Skolebrug.
Hans arbejder røber den grundige og strenge teoretiker; men netop derved fremkommer der ofte noget tørt i dem. Dog
var også det milde og bløde hans kompositioner egent og skattedes af hans samtidige, således som hans ven B. Borgen smukt
mindedes i et digt ved hans død. Af ting, som i sin tid var særlig yndede, kunne nævnes Ingemanns Liden Harpepiges Klage,
en smuk, følelsesfuld melodi, og Oehlenschlägers Hjemve.
Niels Martin Jensen tilskriver Krossing betydning ved den fremtrædende plads folkeviseromancerne optog i hans samling derved at denne gren af romancegenren hurtigt blev stabiliseret som klaverromance, løsrevet fra den dramatiske musik. Det skulle også have påvirket Johan Ludvig Heiberg til at inddrage folkevisemelodier i Elverhøj. Heiberg skrev 10. juni 1828 til etatsråd Jonas Collin:
| Citat                | De Melodier, man endnu behøvede, maatte vælges i Overensstemmelse med den romantiske Grundtone. Mellem Krossings Compositioner findes f. Ex. adskillige Romancer i den gamle Stiil. Noget maatte denne lidt eensformige Tone afbrydes og oplives ved anden Musik, der dog ikke maatte contrastere mere med Grundtonen, end at den musicalske Eenhed blev vedligeholdt. | Citat |
| Johan Ludvig Heiberg | |       |

Han er begravet på Assistens Kirkegård.

## kilder
1. ↑  Caspar Rosekamp.dk
2. ↑  Niels Martin Jensen: Den danske romance 1800-1850 og dens musikalske forudsætninger., 1964, s. 100.

- Litteratur anvendt af G. St. Bricka i DBL:
  - Thomas Hansen Erslew: Almindeligt Forfatterlexicon
  - H.W. Schytte: Nordisk Musik-Lexikon